# Gulftown
Sandy Bridge-E
Le microprocesseur Gulftown d'Intel est un processeur 6 cœurs, appartenant à la famille Westmere. Il se connecte sur un socket LGA 1366 et possède 12 Mio de mémoire cache L3. 
Les premiers Gulftown sont commercialisés début 2010. Initialement prévus pour inaugurer la gamme Core i9, ils sont finalement intégrés à la gamme Core i7. Le premier Gulftown est le Core i7 980X cadencé à 3,33 GHz, suivi du Core i7 970 cadencé à 3,2 GHz.
Certaines cartes mères utilisant un chipset X58 et sorties avant le Gulftown sont compatibles grâce à une mise à jour du BIOS.
Intel devrait mettre à jour la gamme Gulftown en 2011 : la version Extreme cadencée à 3,46 GHz pourrait s’appeler « Core i7 990X » et la version « non Extreme » serait le Core i7 980 à 3,33 GHz.
La Gamme inclut aussi les processeurs initialement conçus pour serveurs : les Xeon, l'équivalent du i7 990X étant le Xeon W3690, cette gamme de processeur n'est pas verrouillée et est donc sujette à l'overclocking.